# ستيف غاينور
ستيف غاينور (بالإنجليزية: Steve Gaynor)‏ هو مصمم ألعاب فيديو ‏ أمريكي، ولد في 22 أبريل 1982 في نيويورك في الولايات المتحدة.